# Colocleora ducleri
Colocleora ducleri är en fjärilsart som beskrevs av Claude Herbulot 1983. Colocleora ducleri ingår i släktet Colocleora och familjen mätare. Inga underarter finns listade i Catalogue of Life.